# قبة مربعة
في الهندسة الرياضية، القبة المُربَّعة (وتُسمى أحيانًا القبة الصغرى) قبةٌ قاعدتها الصغرى مُربَّع والكبرى مثمَّنٌ، لها 10 وجوه و20 حرفًا و12 رأسًا.
القبة المُربَّعة متعدد وجوه مُحدَّب، لو كانت حروفها متساوية الطول، تُوصَف القبة عندها بأنها مُنتظمة، وتستوفي عندها شروط مجسمات جنسون، وهي المُجسم الثالث في قائمة المجسمات تلك، رمزها: {\displaystyle J_{4}}. يُقصد بالقبة المربَّعة القبةُ المُربَّعة المنتظَمة ما لا يُشَر إلى خلاف ذلك.

## الخصائص
القبة المربَّعة متعدد وجوه منتظَم له 10 وجوه: 4 مُثلَّثات متساوية الأضلاع و5 مُربَّعات ومثمَّنٌ منتظَم واحد، وهي من الموشوريات: قاعدتها الكبرى مثمَّنٌ والصغرى مربعٌ.  قياس الزاوية ثنائية الوجه بين كل مربع ومثلث يساوي تقريبًا {\displaystyle 144.7^{\circ }}، وبين كل مثلث والمثمن {\displaystyle 54.7^{\circ }}، أن المسافة بين المربع والمثمن هي بالضبط {\displaystyle 45^{\circ }}، وبين كل مربعين متجاورين {\displaystyle 135^{\circ }}،
لأن القبة المُربَّعة مُحدَّبة ووجوها كلها مُنتظَمة، فهي تصنف ضمن مُجسَّمات جنسون، وهي المُجسَّم الرابع في قائمة المجسمات رمزها: {\displaystyle J_{4}}.
لو كان طول حرف القبة المُثلَّثة {\displaystyle a}، فإن مساحة سطحها {\displaystyle A} تساوي مجموعة مساحات سطوح وجوهها العشرة، أي:
{\displaystyle A=\left(7+2{\sqrt {2}}+{\sqrt {3}}\right)a^{2}\approx 11.560a^{2}.}
أما طول عامدها {\displaystyle h}، وهو الخط المستقيم الواصل بين القاعدتين والعمودي على كل منهما، وحجمها  {\displaystyle V}  فيُحسبان بالعلاقة:
{\displaystyle {\begin{aligned}h&={\frac {\sqrt {2}}{2}}a\approx 0.707a,\\C&=\left({\frac {1}{2}}{\sqrt {5+2{\sqrt {2}}}}\right)a\approx 1.399a,\\V&=\left(1+{\frac {2{\sqrt {2}}}{3}}\right)a^{3}\approx 1.943a^{3}.\end{aligned}}}
للقبة المُربَّعة محور تناظر يمر من مركز قاعدتيها الكبرى والصغرى، وهي متناظرة بالتدوير لو دوِّرت حول محور تناظرها: دورة كاملة أو ربعها أو نصفها أو ثلاثة أرباعها. وهي متناظر مرآتيًا بالنسبة لأي مستوٍ منصفٍ لقاعدتها المُثمَّنة وعمودي عليها، لذلك فإن لها تناظرًا هرميًا وزمرة دورية {\displaystyle C_{4\mathrm {v} }} رتبتها 8.

## متعددات وجوه ذات صلة
يُمكن أن تستعمل القبة المثلثة لإنشاء عدد من متعددات الوجوه، أشهرها 
ذو الوجوه المكعبي الثماني المعيني الذي يمكن النظر إليه على أنه مُكوَّن من 8 قباب مربَّعة متراكبة.
يُمكن أن تُستعمَّل القبة المربَّعة في عدد من الشبيكات غير المحتتنة المالئة للفراغ مثل شُبيكات:
- مع رباعيات الوجوه
- مع مكعَّبات و ذوِي وجوه معكبة ثمانية
- مع رباعيات وجوه وأهرام مربَّعة وتركيبات متنوعة من الأهرام المُربَّعة المُطالة[الإنجليزية] وثنائيات الأهرام المُربَّعة المُطالة[الإنجليزية]

تُستعمل القبة المربَّعة في عمليات إنشاء مُجسَّمات جنسون أخرى هذا تفصيلها:
| اسم العملية    | التعريف                                                                  | مجسَّمات تنتج بتطبيقها                                                                                     |
| -------------- | ------------------------------------------------------------------------ | --- |
| التعزيز        | إلصاق القاعدة الكبرى لقبة مربَّعة على واحد أو أكثر على وجوه متعدد وجوه آخر | ثنائي القبة المُربَّعة القائم {\displaystyle J_{28}}، ثنائي القبة المُربَّعة المبروم {\displaystyle J_{29}}.   |
| الإطالة        | إلصاق قاعدتها الكبرى على قاعدة موشور                                     | قبة مُربَّعة مُطالة {\displaystyle J_{19}}، ثنائي القبة المُثلَّثة المبروم المُطال {\displaystyle J_{37}}.       |
| الإطالة بالبرم | إلصاق قاعدتها الكبرى على قاعدة موشور تخالفي                              | قبة مربَّعة مُطالة بالبرم {\displaystyle J_{23}}، ثنائي القبة المُربَّعة المُطال بالبرم {\displaystyle J_{45}}. |

## مصطلحات
1. ↑  (بالإنجليزية: Square cupola)
2. ↑  (بالإنجليزية: Lesser dome)
3. ↑  (بالإنجليزية: Nonuniform space-filling lattices)
4. ↑  (بالإنجليزية: Augmentation)
5. ↑  (بالإنجليزية: Elongation)
6. ↑  (بالإنجليزية: Gyroelongation)

## معرض الصور
- نموذج ثلاثي الأبعاد للقبة المُربَّعة

شبكة قبة مُربَّعة ملوَّنة